# Chardonnay (cépage)
Pour l’article homonyme, voir Chardonnay.
Le chardonnay B est un cépage blanc français. Originaire du vignoble de Bourgogne, il est devenu un cépage international ayant conquis de très nombreux pays producteurs de vin du monde.
Ses qualités le font utiliser pour de nombreux types de vin blanc, des grands crus de Bourgogne aux vins effervescents de champagne en passant par les vins de cépages.

## Origine

### Histoire

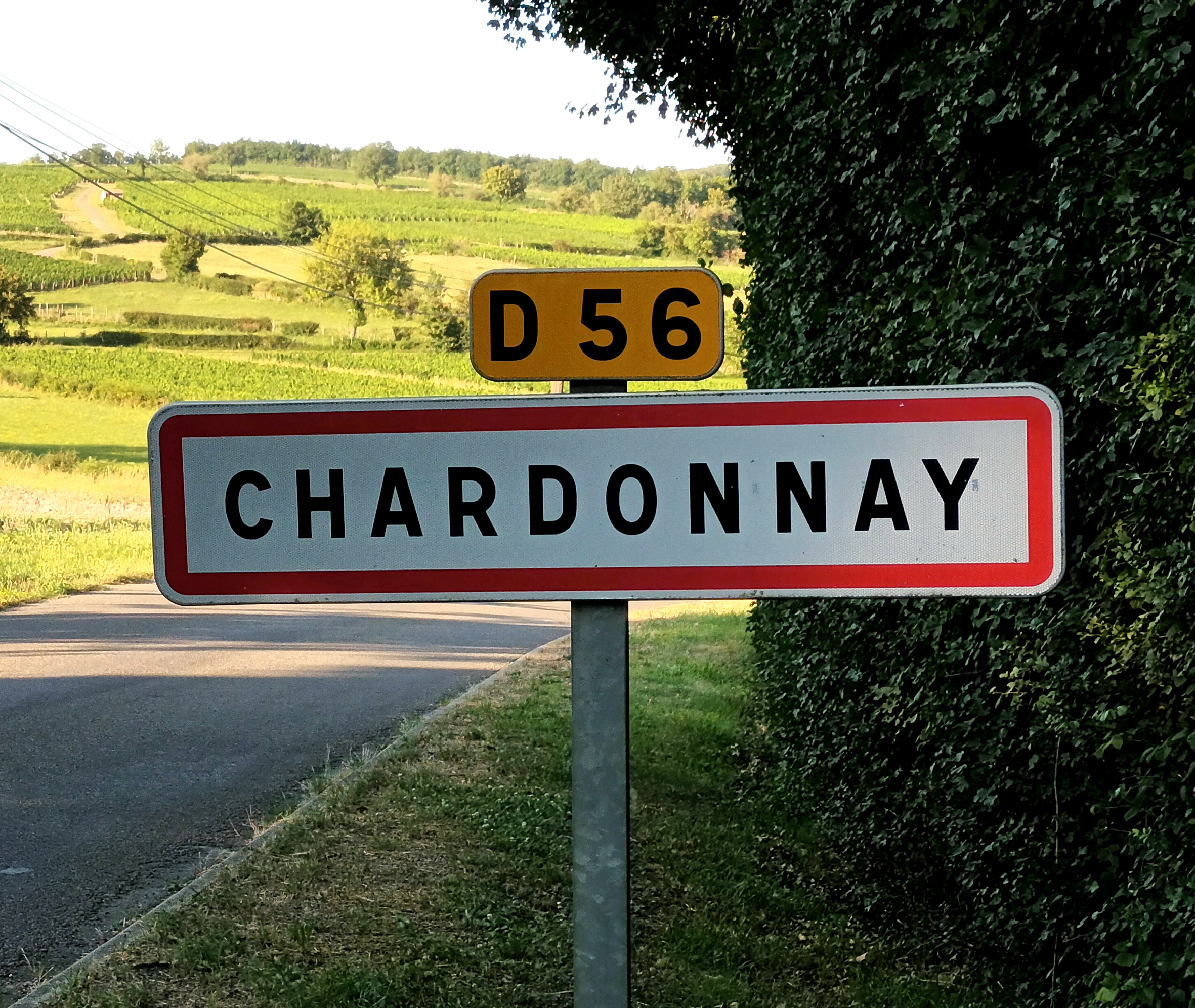
Panneau de la commune de Chardonnay, à l'entrée ouest, dont on aperçoit le vignoble.

Ce cépage est connu depuis fort longtemps en Bourgogne, décrit sous des formes différentes qui le font ressembler au pinot noir N ou au melon de Bourgogne B. C'est Pierre Galet en 1958 qui a permis de les différencier définitivement du pinot blanc B par sa méthode ampélographique, cette dernière en faisant un cépage à part entière. Le village viticole bourguignon de Chardonnay en Haut-Mâconnais, qui appartient au vignoble du Mâconnais, est probablement le berceau historique de ce cépage.
Une légende le disait rapporté par les croisés, mais son origine réelle a été découverte à la fin du XXe siècle : une équipe de chercheurs de l'Université de Californie à Davis a démontré qu'il est issu d'un croisement entre le pinot noir N et le gouais B. Il appartient donc à la famille des Noiriens.

### Aire de répartition
En France, c'est l'un des principaux cépages des appellations d'origines contrôlées de Champagne, de Bourgogne, du vignoble de la vallée de la Loire, du vignoble du Jura, mais on le retrouve aussi dans le vignoble du Languedoc à Limoux et dans celui du vignoble du Sud-Ouest en vin de pays. Il a été implanté dans le vignoble de Savoie en 1958 par le viticulteur Henri Schwartz à Cruet. Il fait l'objet d'un engouement très important depuis une quarantaine d'années. Il est passé de 7 300 ha en 1958 à 24 000 ha en 1994, et près de 30 000 ha dans le milieu des années 2000.
Ailleurs en Europe, il est notamment cultivé en Allemagne où il n'a été introduit qu'en 1990, en Suisse, où il couvrait 403 ha en 2020 contre seulement 150 en 1994, ou encore en Italie du nord.
En Amérique, il est cultivé sur plus de 75 000 ha aux États-Unis (Californie essentiellement : 72 000 ha), en Argentine, au Canada ou au Chili.
En Australie, il occupe plus de 30 000 ha, notamment sur les zones d'Adelaide Hills, Margaret River ou Yarra Valley.
En Afrique du Sud, il représente 8 255 ha de culture en 2013 essentiellement dans la région du Cap.
La Nouvelle-Zélande produit de grands vins à base de chardonnay dans les régions de Gisborne ou Hawke's Bay.
Presque tous les pays viticoles l'ont essayé et adopté.

### Variabilité génétique

#### Clones

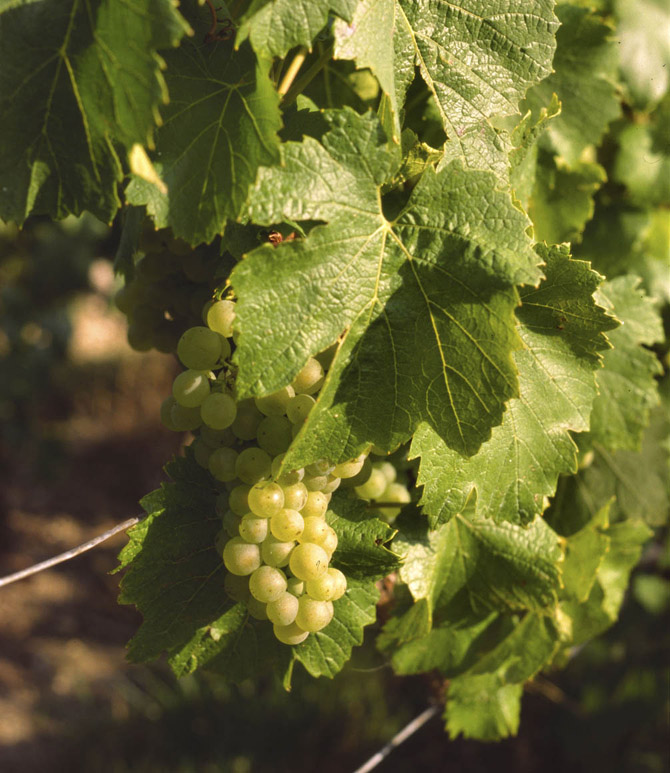
Grappe de chardonnay d'Avize.

Signe de son âge, la variabilité génétique est importante. Des prospections ont conduit à la création d'un conservatoire du chardonnay B en Saône-et-Loire, riche de 340 clones en 1994. Une autre collection de chardonnay B et du pinot noir N est prévue. À terme elle devrait regrouper près de 2 000 clones.
Sur les premières prospections, des essais de vinification ont permis de répertorier les souches convenant le mieux à la culture. Elles ont abouti à l'homologation de 28 clones dont voici les caractéristiques.
Clones :
| Clone | Provenance     | Agrément | Productivité | TAVP         | Remarque                                                                             |
| ----- | -------------- | -------- | ------------ | ------------ | ------------------------------------------------------------------------------------ |
| 75    | Côte d'Or      | 1971     | Bonne        | faible       | Très sensible à la surproduction (vin dilué)                                         |
| 76    | Saône-et-Loire | 1971     | moyenne      | élevé        | Bonne qualité (vins fins typés équilibrés) et production régulière                   |
| 77    | Beaune         | 1971     |              | faible       | Production irrégulière, fort arôme musqué                                            |
| 78    | Côte-d’Or      | 1971     | forte        | faible       | Peu expressif et maigre en surproduction                                             |
| 95    | Côte-d’Or      | 1971     | moyenne      | élevé        | Bon niveau dans toutes les situations                                                |
| 96    | Côte-d’Or      | 1971     | moyenne      | moyen        | Production qualitative et régulière. Intéressant pour les vins de pays.              |
| 116   | Colmar ?       | 1971     |              |              |                                                                                      |
| 117   | Colmar ?       | 1971     |              |              |                                                                                      |
| 118   | Côte d'Or      | 1971     | forte        | moyen        | Très productif                                                                       |
| 119   | Côte d'Or      | 1971     | forte        | moyen        |                                                                                      |
| 121   | Côte d'Or      | 1971     | moyenne      | moyen        | Vins aromatiques, fins équilibrés                                                    |
| 122   | Côte d'Or      | 1971     | moyenne      | moyen        | Vins typiques                                                                        |
| 124   | Côte d'Or      | 1971     | forte        | moyen        | Vins typiques                                                                        |
| 125   | Côte d'Or      | 1971     | forte        | moyen        | Vins sans caractère                                                                  |
| 128   | Côte d'Or      | 1971     | moyenne      | moyen        |                                                                                      |
| 130   | Côte d'Or      | 1971     | forte        | moyen        | Vins typiques du cépage                                                              |
| 131   | Côte d'Or      | 1971     | moyenne      | moyen à fort | Vins aromatiques et fins                                                             |
| 132   | Côte d'Or      | 1971     | forte        | faible       | Vins sans caractère                                                                  |
| 277   | Côte d'Or      | 1973     | forte        | moyen        | Vigoureux.                                                                           |
| 352   | Saône et Loire | 1975     |              |              |                                                                                      |
| 414   | Beaune         | 1976     |              |              |                                                                                      |
| 415   | Beaune         | 1976     |              |              |                                                                                      |
| 548   | Saône et Loire | 1978     | moyenne      | élevé        | Petites grappes, vins complexes, concentrés et structurés.                           |
| 549   | Beaune         | 1978     |              |              |                                                                                      |
| 809   | Mâcon          | 1985     | forte        | forte        | Muscaté, vins fins et structure équilibrée                                           |
| 1066  |                | 2003     |              |              | Production limitée, petites grappes, millerandage important. Donne un vin de qualité |
| 1067  |                | 2003     |              | élevé        | Proche du 548, avec production inférieure et TAVP supérieur.                         |
| 1068  |                | 2003     |              | élevé        | Proche du 548, mais muscaté.                                                         |

#### Hybrides
En 1982, l'INRA de Montpellier a homologué le perdea B, hybride du chardonnay B et du raffiat de Moncade B.

### Synonymie
- Arboisier
- Arnaison blanc
- Arnoison
- Aubain
- Aubaine
- Auvergnat blanc
- Auvernas
- Auvernas blanc
- Auvernat blanc
- Auxeras
- Auxerras blanc
- Auxerrois blanc
- Auxois
- Auxois blanc
- Bargeois blanc
- Beaunois
- Biela Klevanjika
- Blanc de Champagne
- Blanc de Cramant
- Breisgauer Suessling
- Breisgauer Sussling
- Burgundi Feher
- Chablis
- Chardenai
- Chardenay
- Chardenet
- Chardennet
- Chardonay
- Chardonnet
- Chatenait
- Chatey Petit
- Chatte
- Chaudenay
- Chaudenet
- Chaudent
- Clävner
- Clevner Weiss
- Cravner
- Epinette
- Epinette blanc
- Epinette blanche
- Epinette de Champagne
- Ericey blanc
- Feher Chardonnay
- Feherburgundi
- Feinburgunder
- Gamay blanc
- Gelber Weissburgunder
- Gentil blanc
- Grosse Bourgogne
- Klawner
- Klevanjka Biela
- Klevner
- Lisant
- Luisant
- Luizannais
- Luizant
- Luzannois
- Maconnais
- Maurillon blanc
- Melon à queue rouge
- Melon blanc
- Melon d'Arbois
- Meroué
- Moreau blanc
- Morillon blanc
- Moulon
- Noirien blanc
- Obaideh
- Petit Chatey
- Petit Sainte-Marie
- Petite Sainte Marie
- Pineau blanc
- Pino Sardone
- Pino Shardone
- Pinot Blanc à Cramant
- Pinot Blanc Chardonnay
- Pinot Chardonnay
- Pinot de Bourgogne
- Pinot Giallo
- Pinot Planc
- Plant de Tonnerre
- Romere
- Romeret
- Rouci Bile
- Rousseau
- Roussot
- Ruländer Weiß
- Sainte Marie Petite
- Sardone
- Shardone
- Shardonne
- Später Weiß Burgunder
- Weiß Burgunder
- Weiß Clevner
- Weiß Edler
- Weiß Klewner
- Weiß Silber
- Weißedler
- Weißer Clevner
- Weißer Rulander

## Caractères ampélographiques

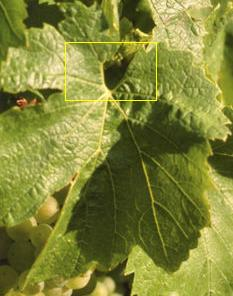
Feuille de chardonnay. La partie encadrée est caractéristique du cépage : le limbe est limité par la nervure près du point pétiolaire.

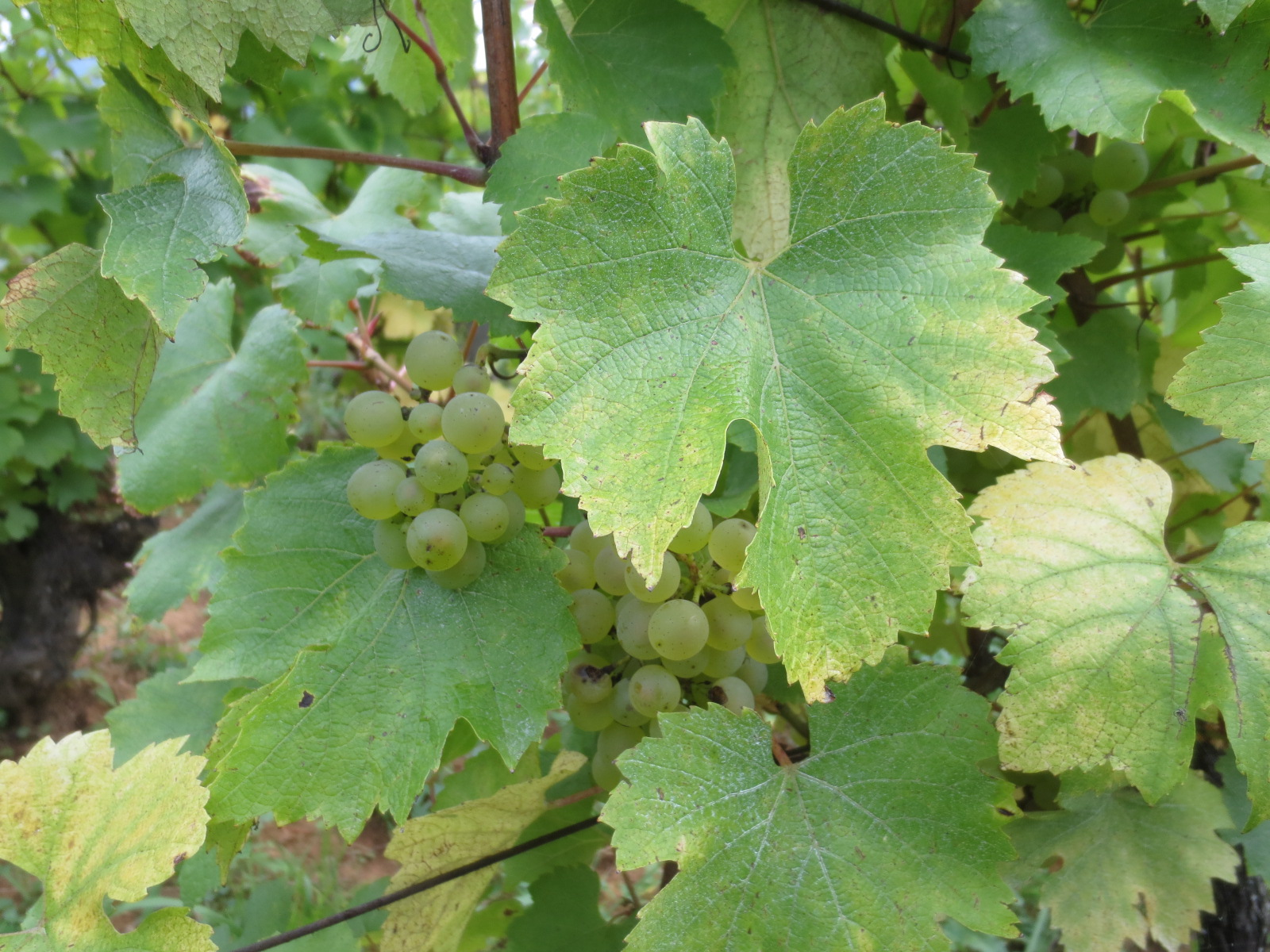
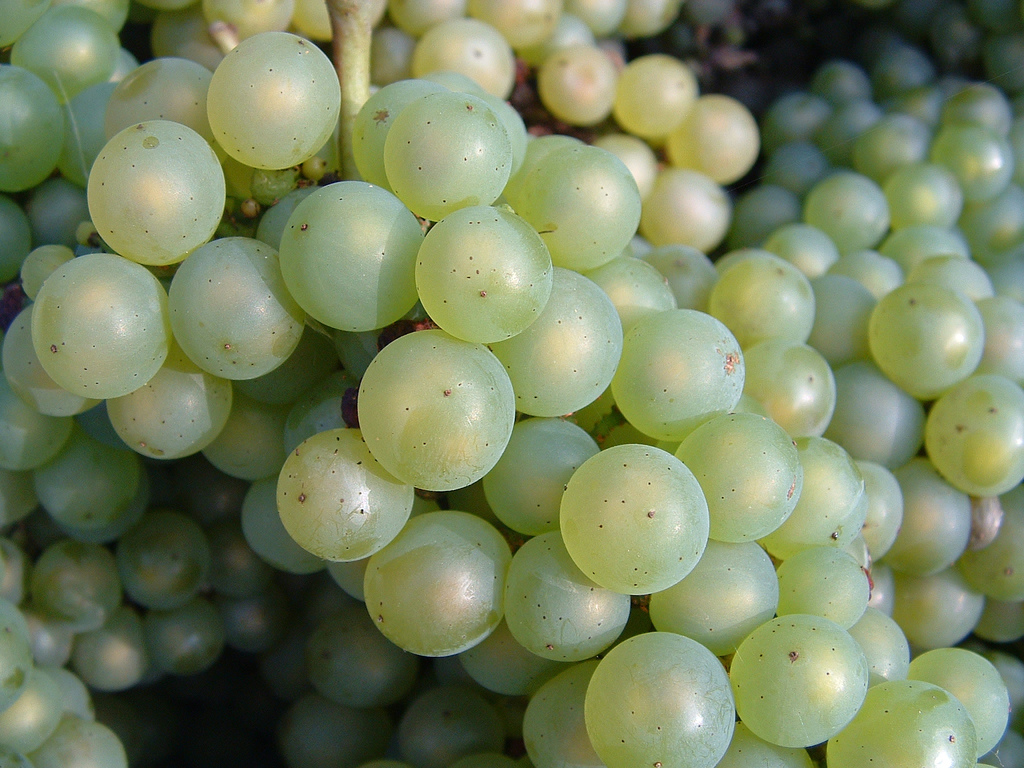

Ses caractères ampélographiques sont :
- Bourgeonnement verdâtre, velu.

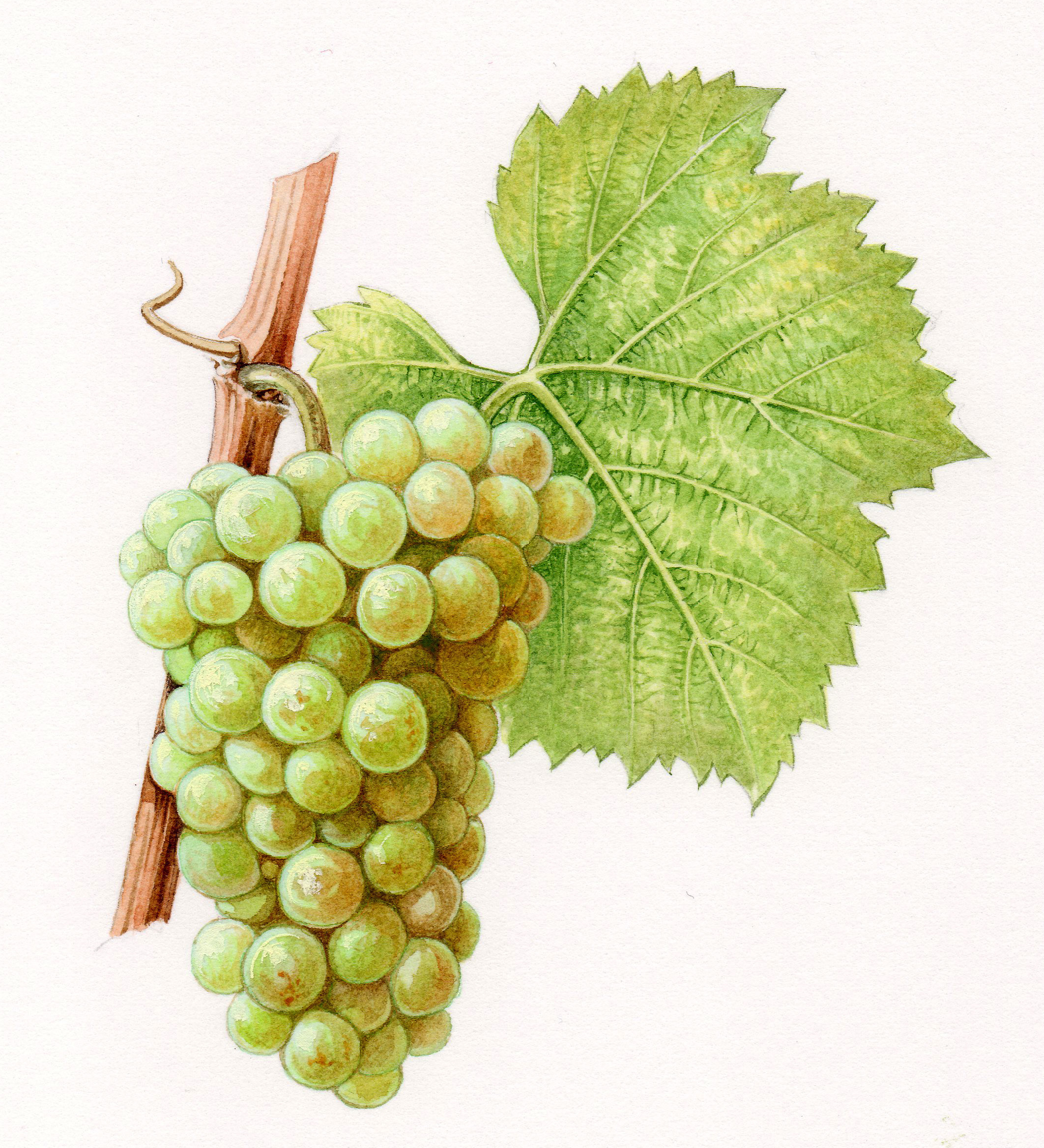
Grappe et feuille de chardonnay.

- Jeunes feuilles vertes à plages bronzées.
- Rameau herbacé rougeâtre entre les nœuds.
- Feuilles adultes orbiculaires, entières ou à 5 lobes, sinus pétiolaire ouvert à fond souvent limité par la nervure près du point pétiolaire (caractéristique majeure pour le distinguer du pinot blanc B), dents courtes rectilignes et un limbe bullé.
- Grappes et baies de petite taille, baies arrondies.

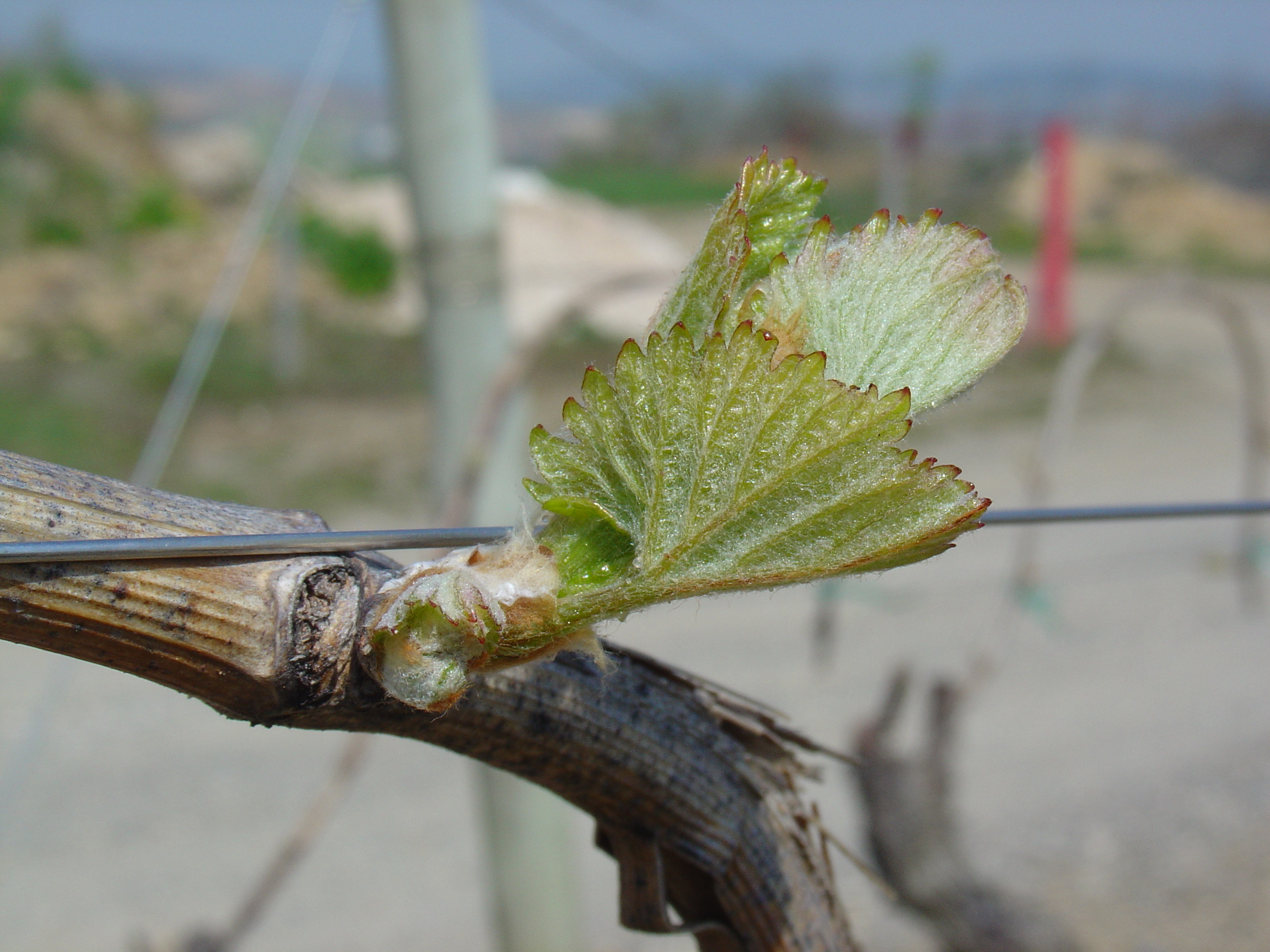
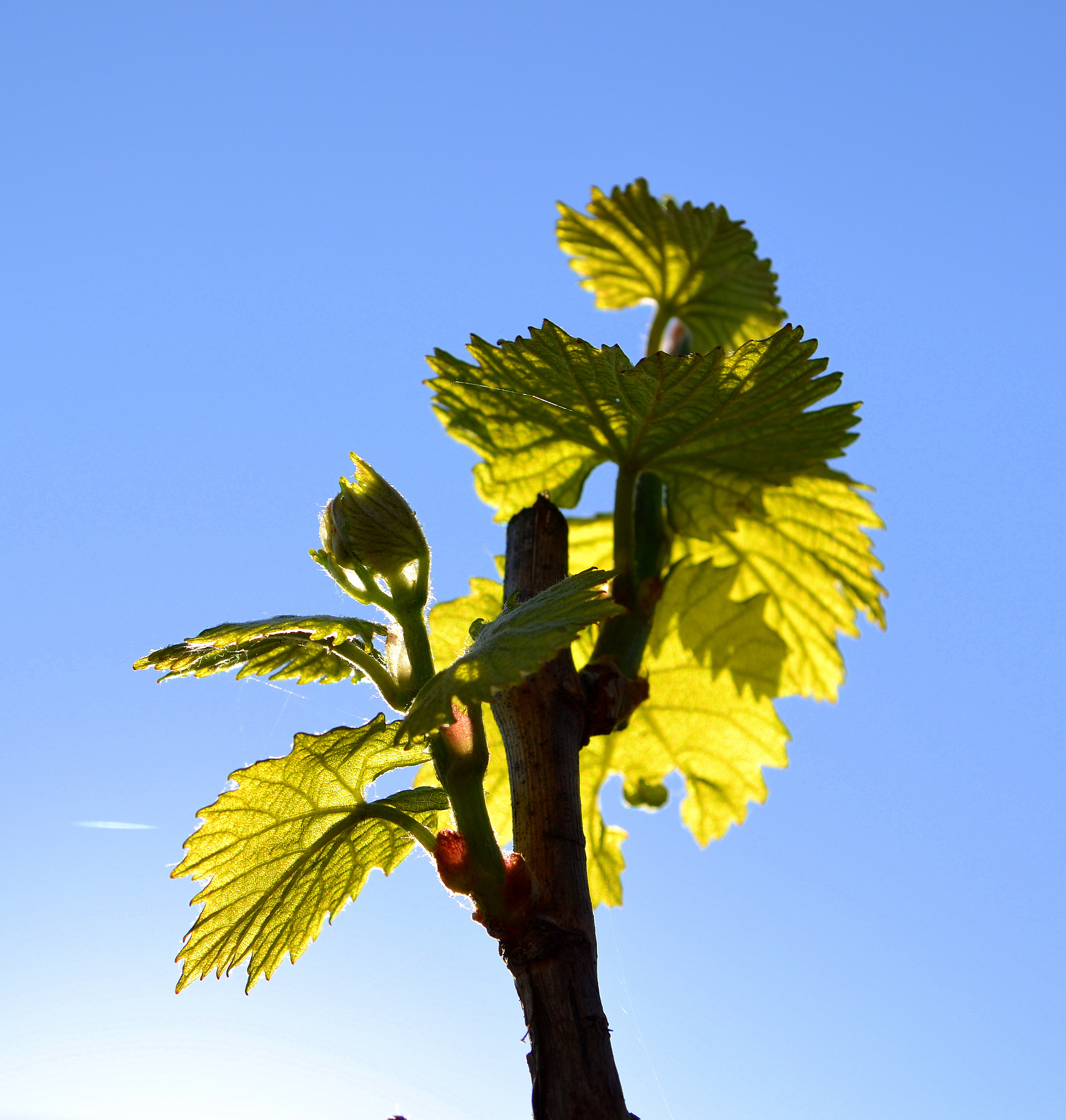

## Aptitudes

### Culturales
Il est généralement conduit en taille longue, mais en zone climatique favorable, il peut aussi être mené en taille courte. Ses terrains de prédilection sont les sols peu fertiles calcaires ou marneux.

### Sensibilité aux maladies
Il est sensible à l'oïdium et à la flavescence dorée. En vigueur trop forte, la compacité des grappes fait craindre la pourriture grise à fin de maturité.

### Sensibilité climatique
Cépage relativement précoce (maturité de première époque, une semaine et demie après le chasselas) il peut craindre les gelées tardives. Il craint aussi l'excès de végétation entraînant la pourriture grise en terrain trop fertile. Enfin, en climat chaud, il peut présenter des problèmes en cas de sécheresse trop intense. Ce cépage à la particularité d’être sujet à la coulure et au millerandage au moment de la floraison. En effet, ses fleurs sont très sensibles à ce phénomène lors d’épisodes climatiques pluvieux ou des températures trop fraîches.

### Œnologiques
Il a un potentiel qualitatif élevé, permettant de donner des vins secs, effervescents ou même liquoreux. La teneur en sucre peut atteindre un niveau élevé en conservant un bon équilibre sucre-acidité ; cette caractéristique permet de donner des vins équilibrés, amples, puissants, aux arômes puissants et complexes. Les flaveurs généralement citées (arômes du vin) vont des fruits frais (banane, cassis, poire, mangue) aux fruits secs (amande, noisette) agrumes (citron, fleur d'oranger) aux épices (poivre, vanille, cannelle) aux arômes floraux (acacia, rose, lilas, lys, ou miel) ou beurre frais et cuir.

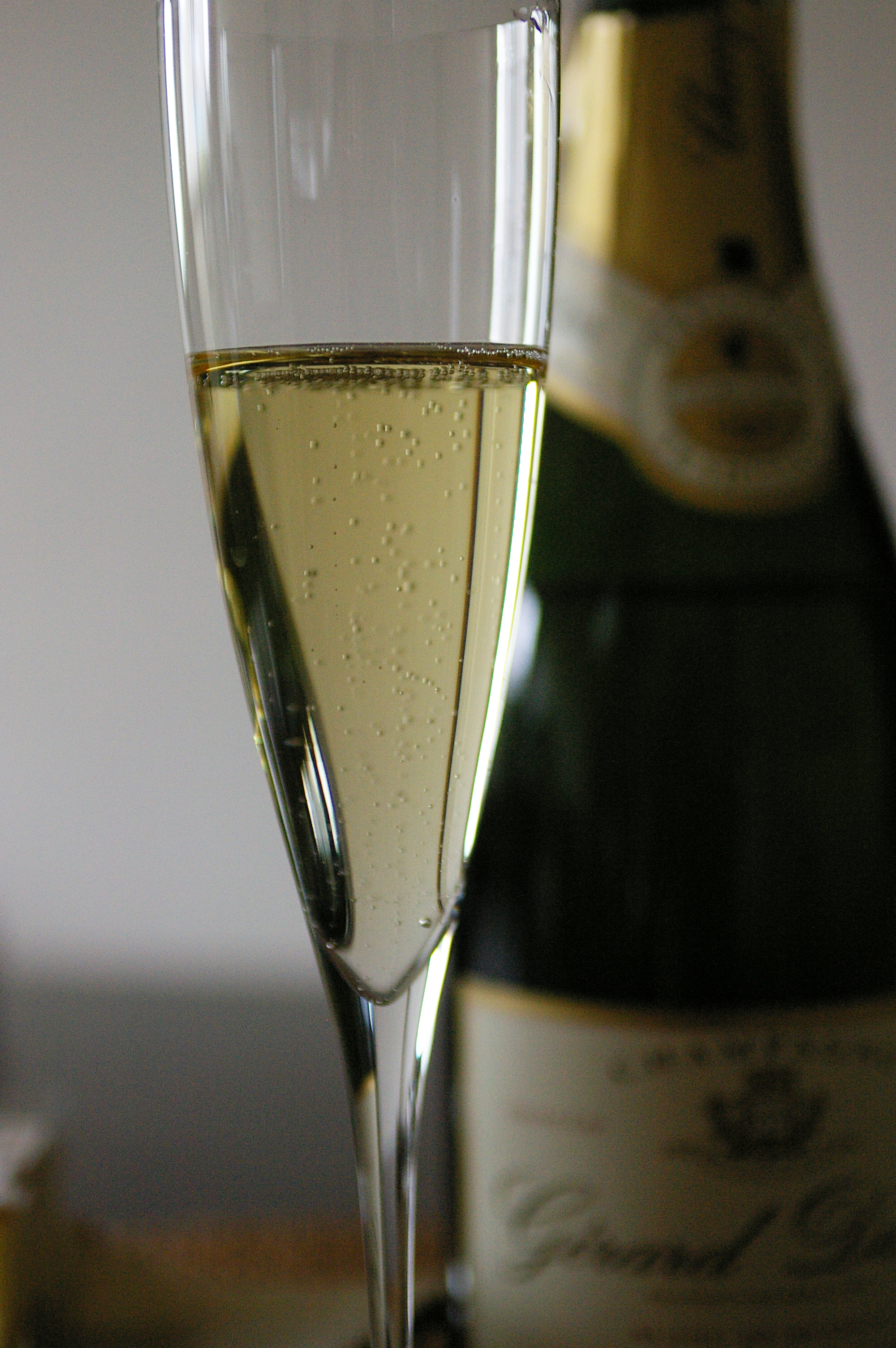
Blanc de blancs.
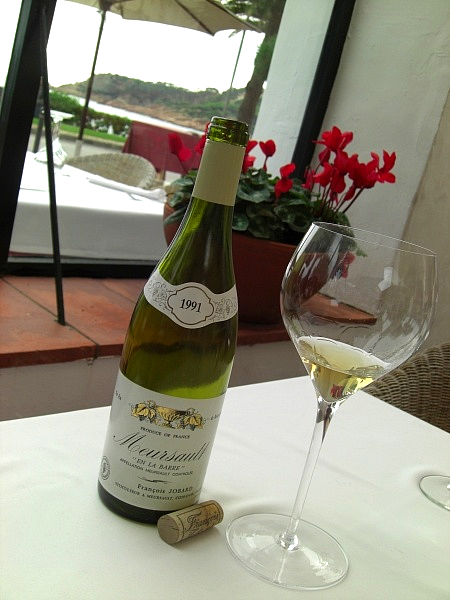
Meursault.
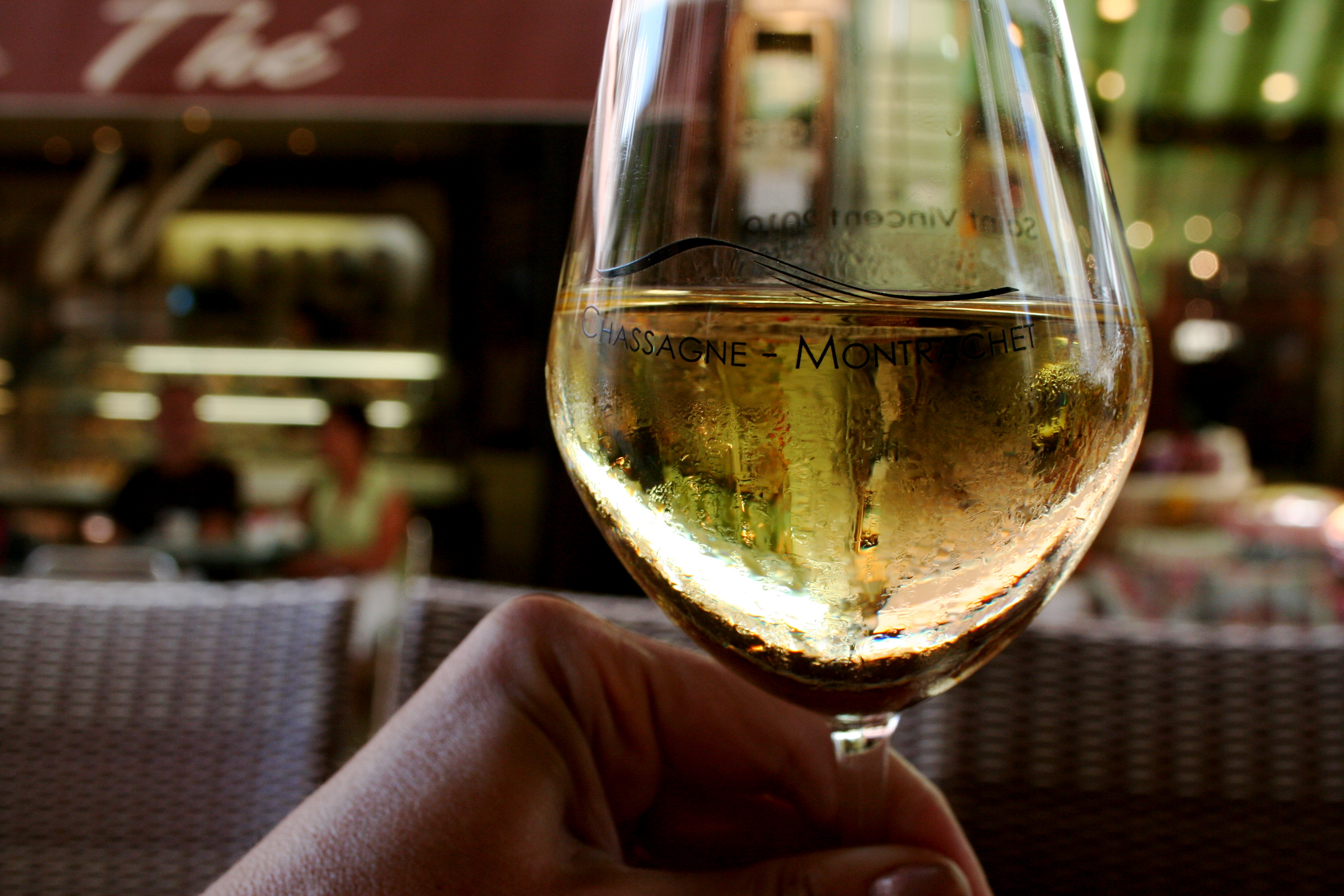
Chassagne-montrachet du vignoble de Bourgogne.
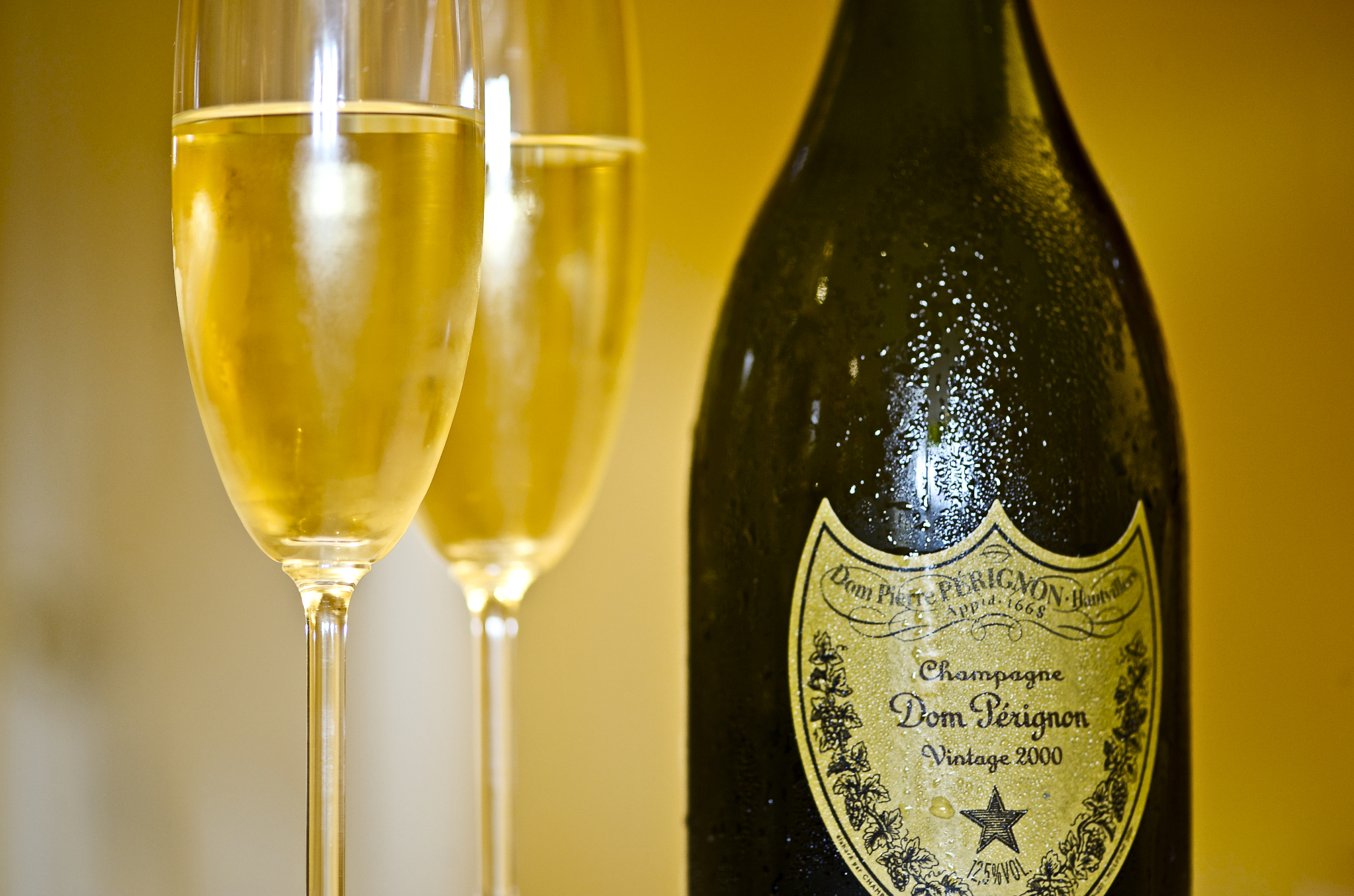
Champagne Dom Pérignon, assemblage moitié chardonnay, moitié pinot noir.
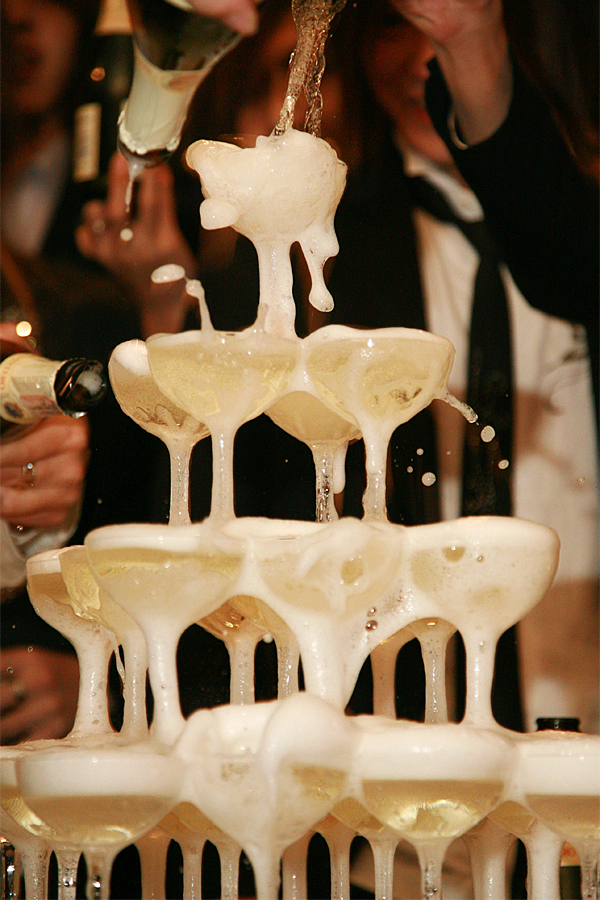
Cascade festive de champagne.

## Galerie de photos

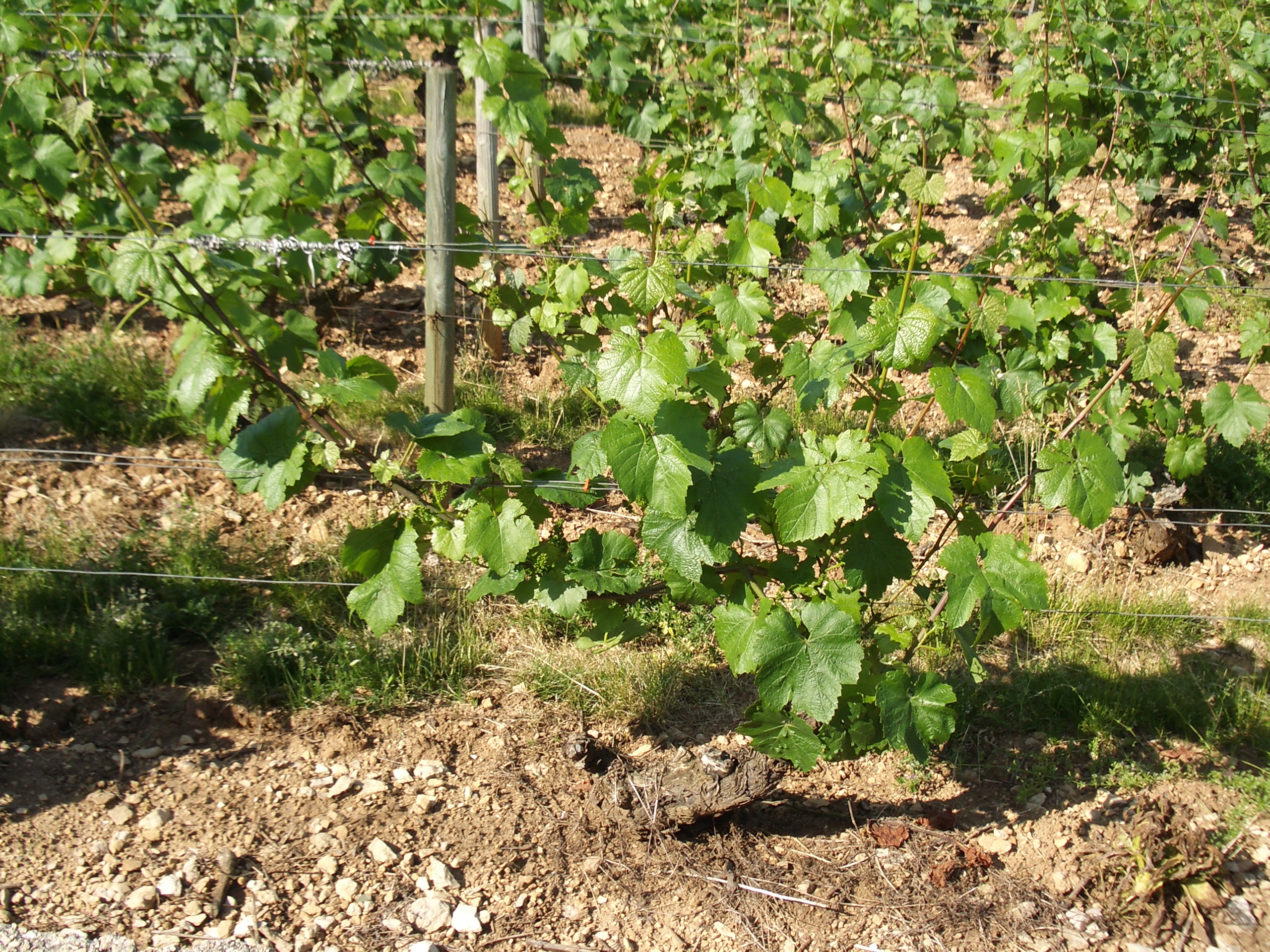
Jeune vigne de chardonnay B du vignoble de Bourgogne.
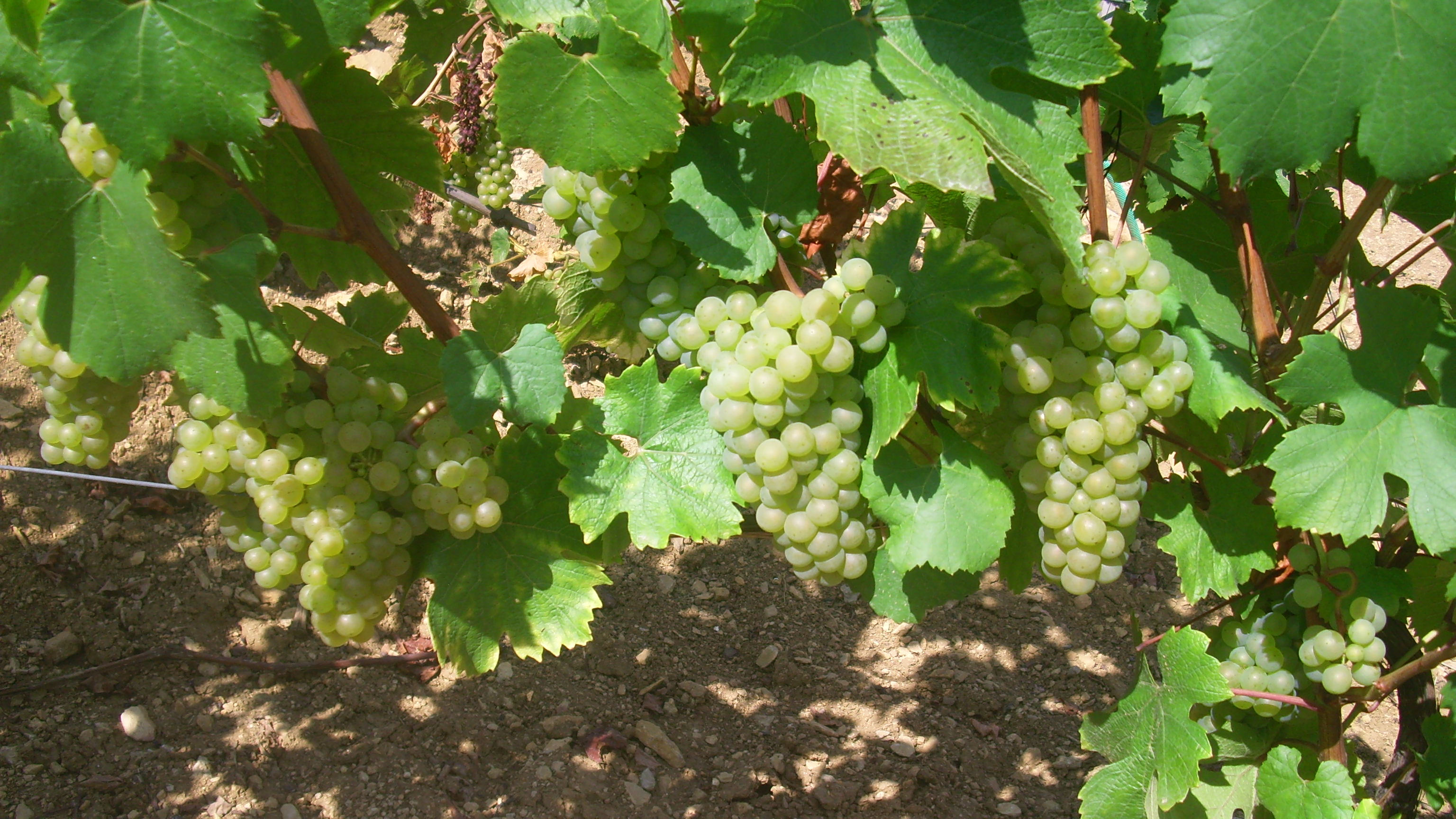
Récolte en cours de maturation.
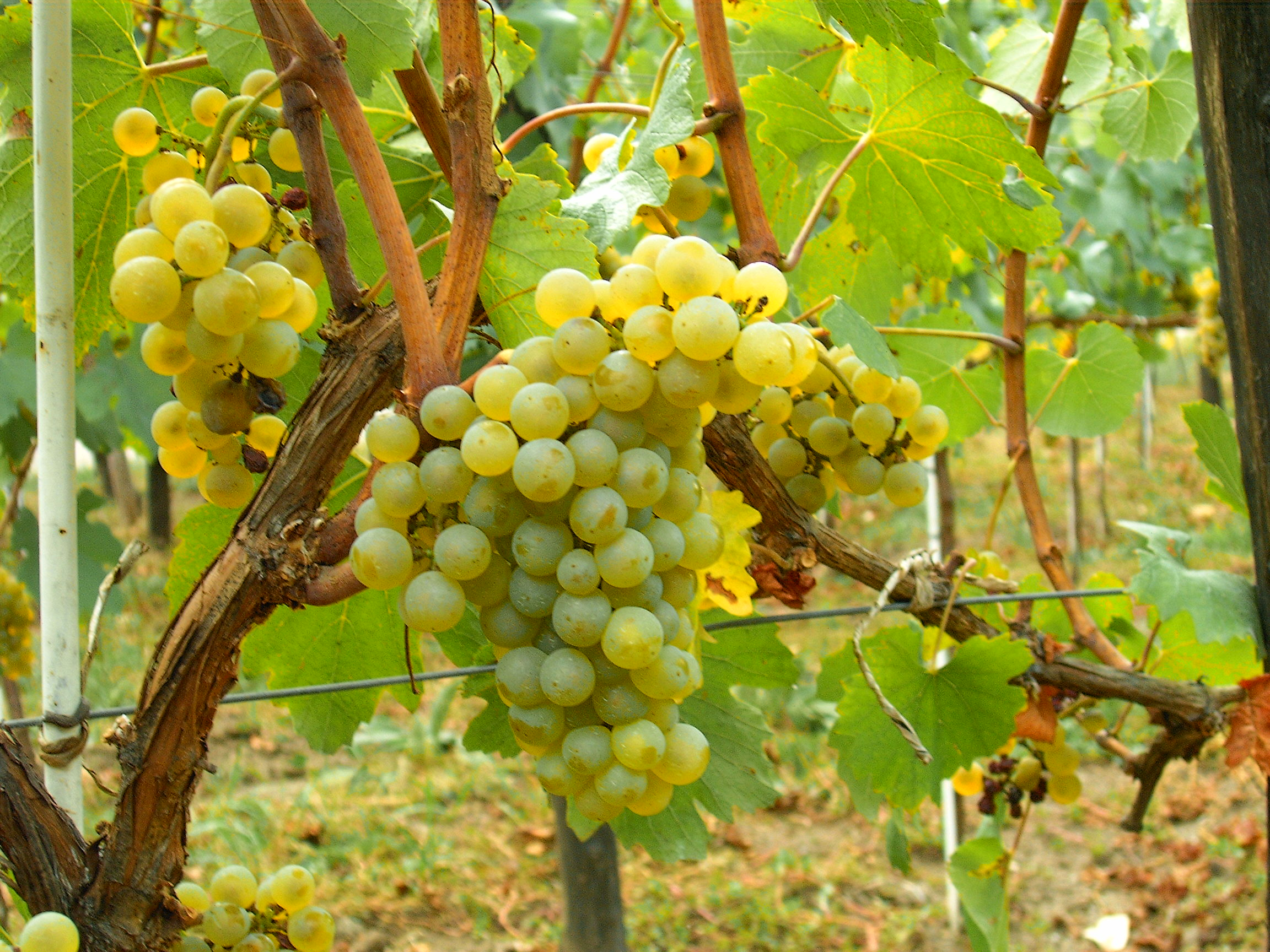
Chardonnay du vignoble de Moldavie.
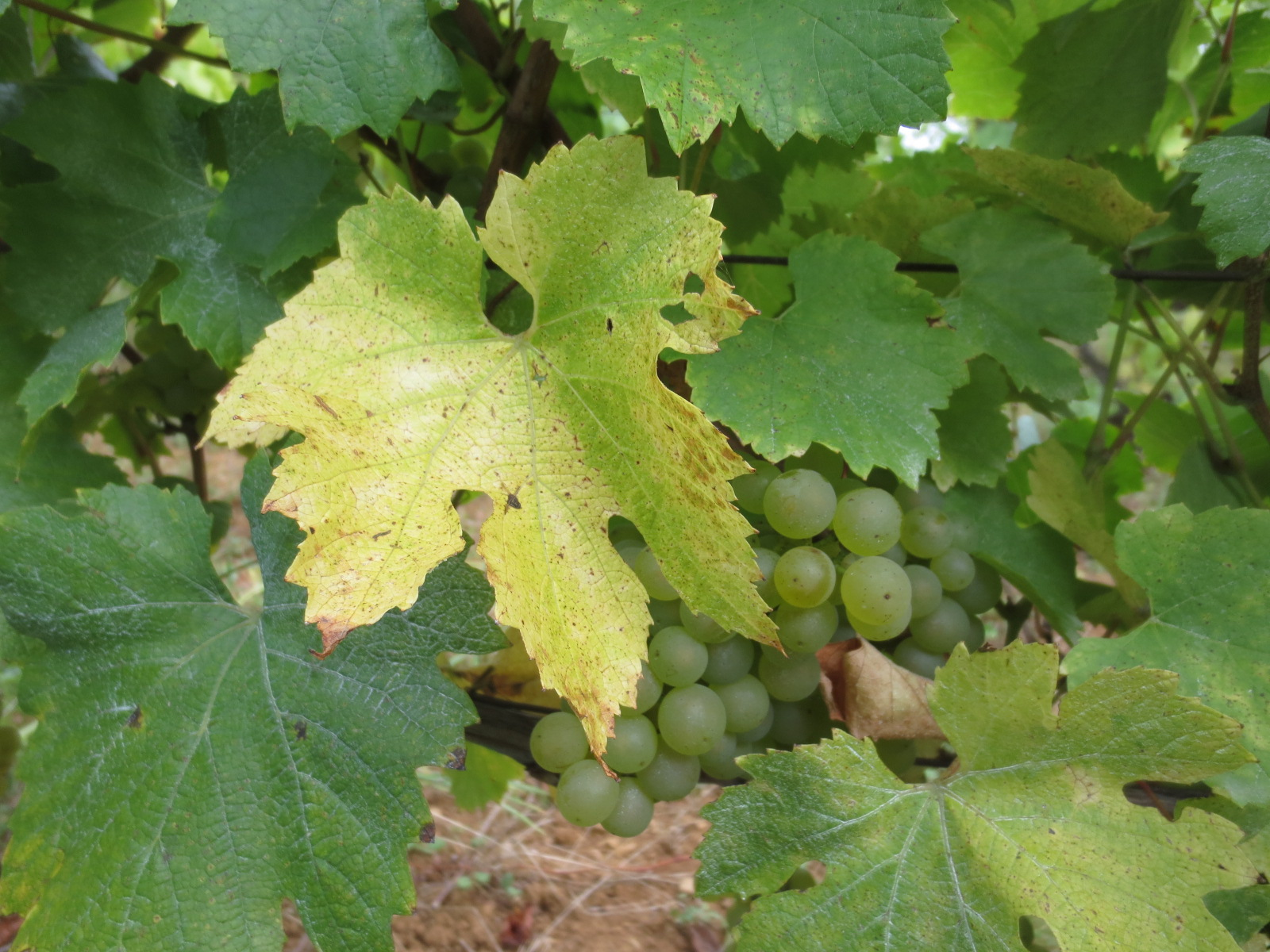
Chardonnay du vignoble du Jura.
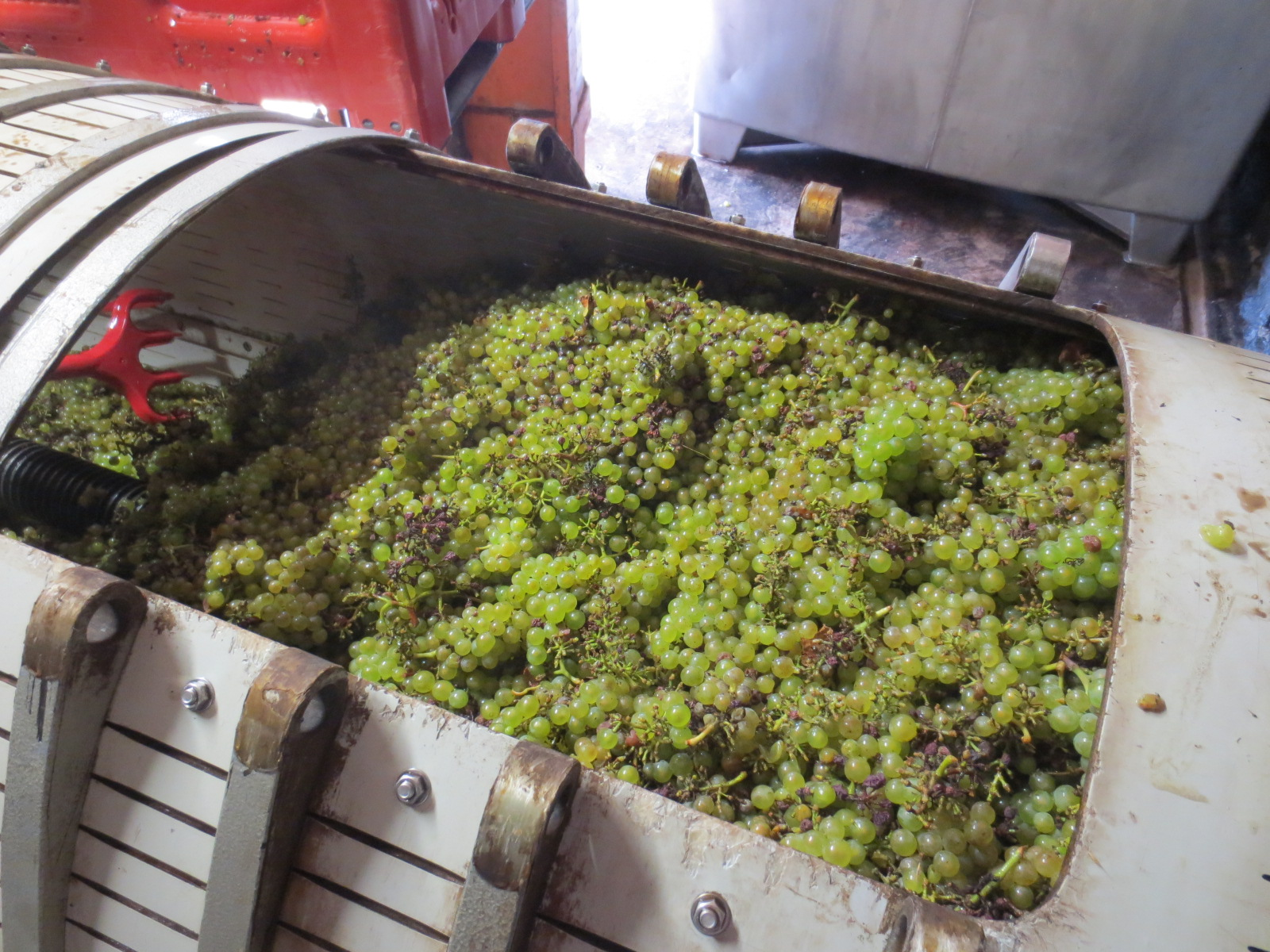
Récolte de chardonnay du vignoble du Jura.
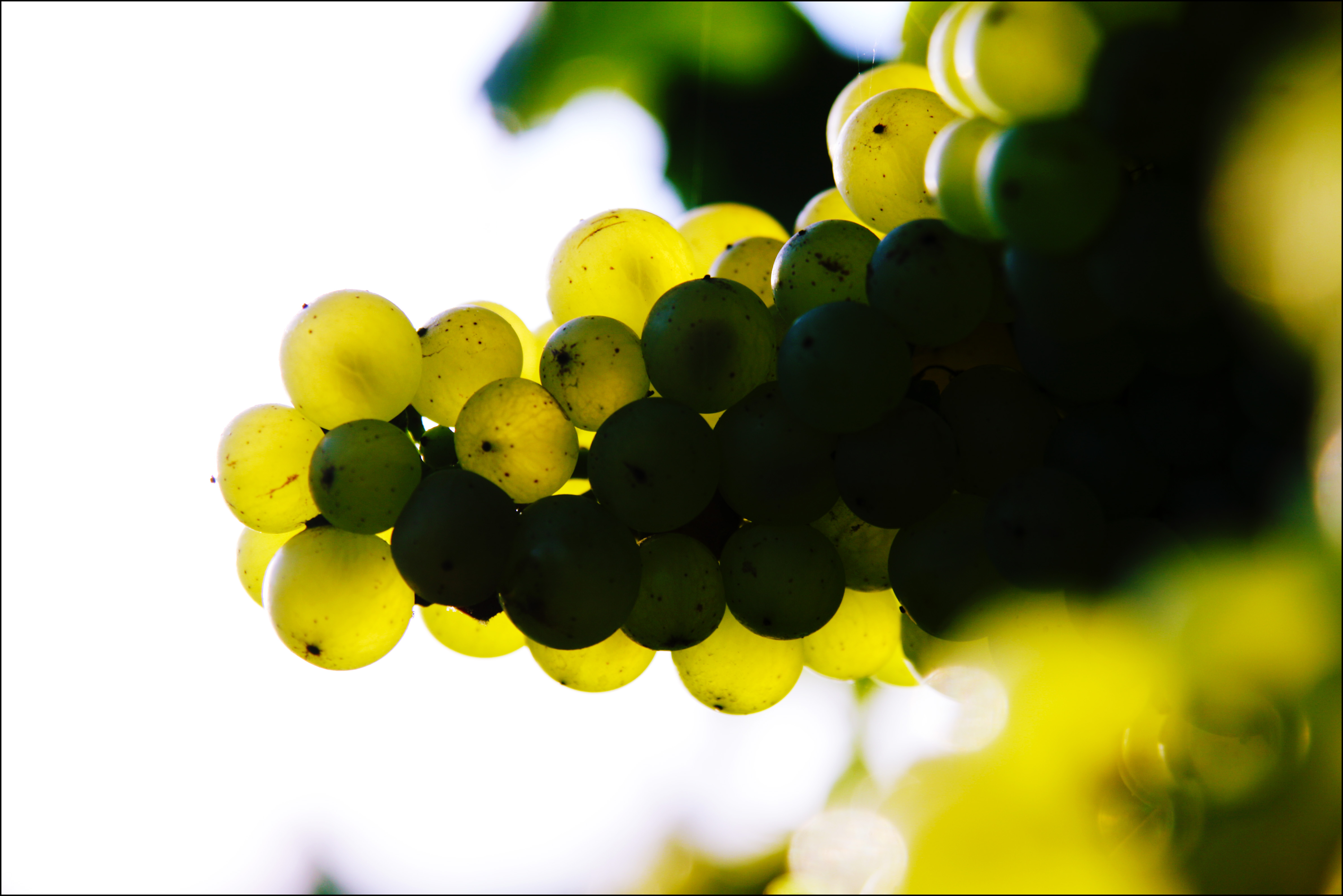
Grappe de chardonnay en Bourgogne, pépins visibles par translucidité.
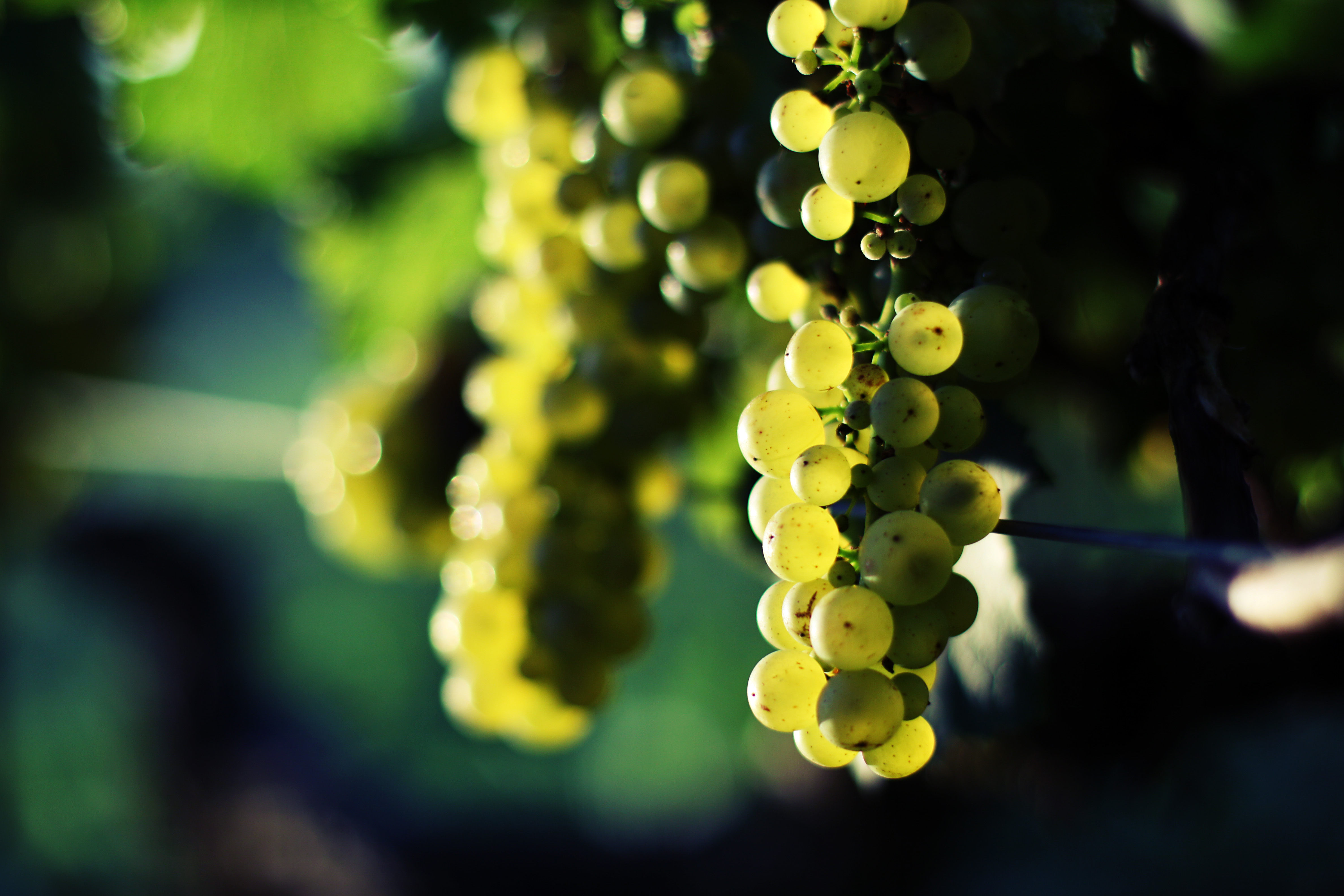
Grappes de chardonnay, vignoble de Chassagne-Montrachet.